# Dark Souls (игра)
Dark Souls (яп. ダークソウル да:ку со:ру, с англ. — «Тёмные души») — компьютерная игра в жанре action/RPG, разработанная японской компанией From Software и выпущенная в 2011 году для PlayStation 3 и Xbox 360. В Японии издателем игры выступала сама From Software; на международном рынке игру издавала компания Namco Bandai Games. Игра стала первой частью серии Dark Souls.
Действие игры разворачивается в вымышленном королевстве Лордран, напоминающем средневековую Европу. Лордран поражён проклятием, обращающим его жителей в нежить; на главного героя, также живого мертвеца, возлагается задача заново разжечь священный огонь и восстановить порядок вещей. Игровой процесс Dark Souls завязан на исследовании мира, нахождении ключевых предметов и уничтожении боссов; игру отличает высокий уровень сложности — подразумевается, что игровой персонаж будет раз за разом погибать, а игрок — учиться на своих ошибках.
Dark Souls получила преимущественно положительные отзывы критиков — обозреватели особенно высоко оценили глубокую боевую систему, искусно выстроенные уровни мира и детально проработанную историю вселенной. В то время как одни обозреватели высоко оценили высокую сложность игры, другие называли её чрезмерно требовательной к игроку; версия для Microsoft Windows также получила более сдержанные отзывы из-за многочисленных технических проблем. В 2012 году игра была портирована на Microsoft Windows. Дополнительный контент из ПК-версии игры был позже выпущен на консолях в виде загружаемого дополнения под названием Artorias of the Abyss. В 2018 году игра была переиздана для Microsoft Windows, PlayStation 4, Xbox One и Nintendo Switch под названием Dark Souls: Remastered.

## Игровой процесс
Основой игрового процесса Dark Souls служит исследование игрового мира путём продвижения по различным локациям, которые «бесшовно» связаны между собой. Местом отдыха служат костры, находящиеся на локациях по несколько штук (иногда их совсем нет), с помощью которых можно повысить уровень, восстановить здоровье и восполнить флягу с эстусом (аналог аптечки), перенестись на другую локацию, улучшить или починить снаряжение. Костры стали одним из символов игры, являясь одним из немногих мест, где игрок может почувствовать себя в безопасности, собраться с мыслями и подготовиться к продвижению вперёд, однако отдых у костра возрождает всех противников в игровом мире, кроме боссов и мини-боссов. Практически на каждой локации присутствуют враждебные и нейтральные неигровые персонажи. С нейтральными персонажами связь осуществляется односторонним диалогом, в котором иногда игроку дается выбор между двумя ответами.
Боевая система представляет собой два вида боя: ближний и дальний. Ближний осуществляется непосредственной схваткой с противником, используя предоставленные виды оружия: прямые и изогнутые мечи, кинжалы, боевые топоры, копья, алебарды и молоты. Оружие различается по большому количеству характеристик — наносимый урон, скорость атаки, дальность, оглушающая сила, пробивная сила, и самое важное — «мувсет», то есть виды наносимых ударов: широкие режущие удары длинного меча полезны против группы слабых врагов, но малоэффективны против одиночного врага в тяжёлых доспехах. Средством защиты служит щит или магический барьер. Дальний бой происходит в основном с использованием магии или пиромантии, а также лука и арбалета, на использование которых уходят стрелы и болты. На атаки, блоки, бег, прыжки и перекаты тратятся очки выносливости, при истощении которых персонаж становится неспособен атаковать или защищаться. Важной частью геймплея являются кувырки или перекаты: во время переката персонаж игрока становится на короткое время неуязвимым, что позволяет избегать урона, если перекат был выполнен вовремя. Переносимое снаряжение (броня и оружие) замедляют персонажа и в особенности его перекаты. В ближнем бою игроку доступно специальное движение: парирование, для совершения которого необходимо иметь подходящий щит или оружие в левой руке, хотя его можно произвести и голой рукой. При успешном парировании удара врага он будет ненадолго оглушён и открыт для специального критического удара — рипоста. Также при точном ударе в спину некоторых врагов будет нанесен критический удар. Для особых целей в игре присутствует пинок, позволяющий пробить блок врага, либо скинуть его в пропасть.
Важным аспектом игры, являющимся отличительной чертой серии и всех «soulslike»-игр является сам подход к игровой механике, когда она подаётся напрямую через игровой процесс — какие-либо подсказки (за исключением подсказок, оставленных другими игроками через онлайн-режим) по ходу игры отсутствуют, за исключением начальной локации, где игрока знакомят с управлением. Предполагается, что игрок будет сам изучать механику по ходу игры. При встрече с новым противником необходимо в кратчайший срок в процессе боя понять его поведение, сильные и слабые стороны, чтобы суметь его одолеть с минимальными потерями. Игру также отличает относительно низкая скорость — терпение, тактика и внимательность ценятся значительно больше, нежели скорость реакции.
Здешний аналог валюты и очков опыта, души, получаются после убийства неигровых персонажей или нахождения специальных предметов, а также поглощения душ боссов. Взамен на души производится повышение уровня и покупка предметов у персонажей. В случае смерти все души игрока остаются на месте гибели и ему даётся один шанс вернуться за ними; если же игрок погибает, не успев подобрать души, они теряются навсегда. Подразумевается, что игрок должен усвоить урок и не совершать второй раз той же ошибки.
Важным аспектом игры является человечность. Человечность — редкий и важный ресурс, разбросанный по всем локациям, с помощью которого игрок выходит из формы полого и получает возможность производить ритуал возжигания (получения большего количества эстуса), а также получает доступ к online-режиму.
Dark Souls имеет встроенный online-режим, который активируется автоматически при наличии доступа в интернет. Он добавляет различные взаимодействия между игроками, такие как co-op и PvP, если соблюдены некоторые условия. Общение между игроками очень ограничено и выражается в форме различных жестов, которые игрок может изучить по ходу игры. Например, если игрок общается в групповом чате Xbox 360, то игра автоматически включит offline-режим.
Игрок в форме человека может призывать на помощь других игроков через специальные знаки, оставляемые белым мелком, однако он также может стать жертвой вторжения враждебно настроенных игроков, которые ставят своей целью забрать чужую человечность. «Вторженцы» зачастую атакуют свои цели со снаряжением, превосходящим по качеству доступное для цели на данный момент игры и стараются убить свою цель максимально быстро, например одним ударом в спину специализированным для этого оружием, атакой из засады, или выстрелом высокомощной магии, однако некоторые игроки вторгаются в чужие миры с целью честной дуэли и не будут преследовать свою цель, если та выразит нежелание/невозможность сражаться. Вступление в определённые ковенанты также изменяет некоторые аспекты онлайн режима. Ковенанты имеют определённые требования и накладывают на игрока различные обязанности, но за хорошую службу дают доступ к уникальному снаряжению и заклинаниям. Так, игрок на службе у Клинков Тёмной Луны может быть в любой момент призван с целью убить другого игрока, который «согрешил» — нарушил преданность ковенанту, убил важного игрового персонажа, либо получил обвинение от другого убитого им игрока; игрок в ковенанте Владыки Могил насылает порчу в миры других игроков, остановить которую можно, только убив самого слугу Владыки Могил, и так далее. Некоторые ковенанты направлены исключительно на кооперативный режим.

## Сюжет
Dark Souls примечательна минималистичным подходом к повествованию — игра подает информацию многочисленными, но малыми по размеру взаимосвязанными фрагментами, которые игрок должен самостоятельно складывать в общую картину, интерпретируя и домысливая происходящее. Большая часть сюжета и информация о мире подается через диалоги с персонажами, чья честность и авторитетность по меньшей мере сомнительна, через описания предметов или в коротких кат-сценах.
В соответствии с мифологией Dark Souls, изначально мир был неоформленным, неизменным и населенным лишь бессмертными драконами. Однако под корнями великих деревьев зародилось пламя, отделившее свет от тьмы и жизнь от смерти. Из глубин навстречу пламени вышли маленькие, напуганные и уязвимые существа — полые. Четверо из них обнаружили в пламени великие души, позволившие им стать богами: король Гвин, забравший душу света; ведьма Изалита, забравшая душу жизни; и Нито, забравший душу смерти. С силой, которую им даровали души, герои смогли бросить вызов драконам и отвоевать мир для смертных при помощи дракона Нагого Сита, предавшего своих сородичей — он был рождён инвалидом без чешуи, даровавшей драконам бессмертие и был одержим поиском способа исправить это. Не упомянутый выше четвёртый герой — хитрый карлик — нашёл в пламени особую, тёмную душу. Он не стал забирать её себе, вместо этого расколов её и положив тем самым начало расе людей, но лишив себя права на божественность, из-за чего его так легко забыли. Таким образом, в мире Dark Souls тьма и человечность — во многом тождественные понятия, и без одного не будет другого.
Уничтожив драконов, «повелители» воздвигли в центре мира город Анор Лондо, вокруг которого выросли новые королевства людей. Однако эпоха огня могла продолжаться, лишь пока горело первородное пламя; его угасание предвещало наступление эпохи тьмы.
Никто не знает, что из себя представляет эра тьмы, но король Гвин, носитель души света, настолько сильно боялся неизвестности, что подпитал собой Первое Пламя. Это продлило эру огня, но навлекло на людей (и многих других живых существ) проклятие нежити. Носитель проклятия нежити после смерти восстаёт из мёртвых, но теряет часть своей личности, постепенно превращаясь в полого — лишённого рассудка и свободы воли живого мертвеца. Однако полное превращение в полого происходит только если у носителя проклятия больше нет цели, к которой он бы стремился, поэтому проклятию можно противодействовать, если носитель сохраняет веру и надежду в самых отчаянных ситуациях. То же самое ожидается и от игрока, чей персонаж также является носителем проклятия и не станет полностью полым, пока у игрока есть мотивация продолжать игру, несмотря на многочисленные смерти.
Протагонист сбегает из северного Прибежища Нежити с помощью незнакомца и узнает от него о пророчестве, что Избранный покинет Прибежище, отправится в странствия и позвонит в Колокола Пробуждения, которые находятся в землях древних Лордов, Лордране, что поможет ему узнать «судьбу нежити». При этом реальность пророчества ставится под большое сомнение — есть большие намёки на то, что протагонист вовсе не Избранный, а самая обычная нежить, просто обладающая достаточным упорством, чтобы совершить подвиг и поменять ход истории.

## Разработка

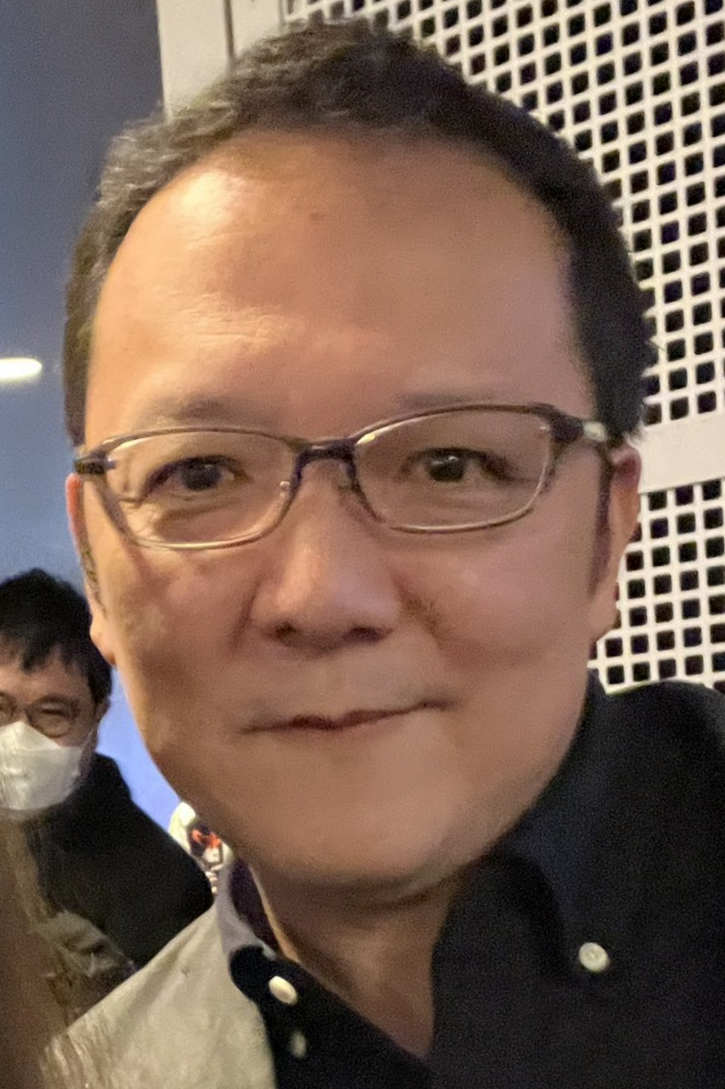
Хидэтака Миядзаки в 2022 году

Созданием игры занималась японская студия FromSoftware под руководством Хидэтаки Миядзаки. Предыдущая игра студии Demon’s Souls (2009), разработанная на деньги Sony Interactive Entertainment как эксклюзив для консоли PlayStation 3, пользовалась большим успехом, особенно в США, и разработчик воспользовался возможностью начать создание схожей, ещё более амбициозной игры уже без участия Sony. Она должна была завоевать широкую аудиторию за рубежом — ради этого новую игру FromSoftware должны были выпустить и на американской консоли Xbox 360. Вместо Sony студия заключила договор с новым издателем Bandai Namco — эта компания взяла на себя распространение новой игры за пределами Японии, в том числе на Xbox 360. В самой Японии, где консоли Xbox были непопулярны, игру выпускала только для PlayStation 3 сама FromSoftware. 
Разработка игры под рабочим названием Project Dark началась в конце 2009 года. Поскольку права интеллектуальной собственности на Demon’s Souls принадлежали Sony, Project Dark не могла быть её продолжением, но Миядзаки считал возможность начать с чистого листа удобной — студия уже не была связана ни дизайном, ни содержанием Demon’s Souls и могла пробовать новые вещи в новой вселенной. Разработчики перебрали несколько названий, как Dark Race («Тёмная раса»), Dark Lord («Тёмный повелитель») и Dark Ring («Тёмное кольцо»), но отказались от них по разным причинам — было решено, что выражение «тёмная раса» в США могут воспринять как расистское, а dark ring оказалось в Англии сленговым названием ануса. По маркетинговым соображениям в феврале 2011 года Project Dark была переименована в Dark Souls — это позволяло воспользоваться предыдущей популярностью Demon’s Souls.
Хидэтака Миядзаки продолжал, как и в Demon’s Souls, выполнять обязанности креативного директора, но занял также и должность продюсера, обеспечив себе полную свободу творчества. Другие ключевые разработчики также до этого работали над Demon’s Souls и её предшественниками — это были главный программист Дзюн Ито, дизайнеры Дайсукэ Сатакэ и Хироси Накамура и саунд-дизайнер Юдзи Такэноути. К проекту присоединилась команда гонконгских художников во главе с Майклом Ян Чин Ю, ранее работавшим над игрой Ninja Blade. В качестве композитора вместо Сюнсукэ Киды был приглашён Мотои Сакураба. Игра была разработана за два года, в общей сложности в проект было вовлечено около ста человек.  
Локации игры создавались раздельно друг от друга, а потом связывались в единое целое. Их порядок в ходе разработки меняли: например, Сад Тёмных Корней изначально находился после Анор Лондо. Самая первая придуманная разработчиками локация — заснеженный замок, где по начальной задумке игрок должен был сражаться с Нито Повелителем Могил — в итоге попала в игру как Нарисованный мир Ариамис. Северное прибежище нежити, самое первое место, в котором игрок оказывается в самом начале игры, было создано самым последним. Разработку этой обучающей локации намеренно откладывали до тех пор, пока механики игры не приняли окончательный вид и стало ясно, как сделать знакомство с ними самым эффективным. Дизайн многих уровней менялся в ходе разработки — Миядзаки часто вмешивался в этот процесс, добавлял различные развилки, мосты и расширял уже готовые локации. Больше всего сил ушло на Крепость Сена с её ловушками и Анор Лондо из-за его больших размеров и сложной архитектуры с перемещением по аркбутанам

## Оценки игры
| Сводный рейтинг       | Сводный рейтинг                                                           |
| Агрегатор             | Оценка                                                                    |
| --------------------- | ------------------------------------------------------------------------- |
| GameRankings          | - PS3: 88,48 % - X360: 88,23 % - PC: 84,54 % - PS4: 85,06 % - NS: 83,38 % |
| Metacritic            | PS3: 89/100 X360: 89/100 PC: 85/100                                       |
| Иноязычные издания    |                                                                           |
| Издание               | Оценка                                                                    |
| 1UP.com               | A (X360) 8,9/10                                                           |
| Edge                  | 9/10                                                                      |
| Eurogamer             | (Великобритания) 9/10 (Италия) 9/10 (Португалия) 9/10 (Швеция) 10/10      |
| Famitsu               | 37/40                                                                     |
| G4                    | 5/5                                                                       |
| GamePro               | [ 15 ]                                                                    |
| GameRevolution        | A-                                                                        |
| GameSpot              | 9,5/10                                                                    |
| GamesRadar+           | 9/10                                                                      |
| GameTrailers          | 9,2/10                                                                    |
| GameZone              | 9/10                                                                      |
| IGN                   | 9,0/10                                                                    |
| Play (UK)             | 90 %                                                                      |
| Metro GameCentral     | 9/10                                                                      |
| The Telegraph         | [ 22 ]                                                                    |
| Русскоязычные издания |                                                                           |
| Издание               | Оценка                                                                    |
| 3DNews                | 9/10                                                                      |
| Absolute Games        | 68 %                                                                      |
| PlayGround.ru         | 9,0/10                                                                    |
| «Игромания»           | 7,0/10 (PS3, X360) 9,0/10 (PC)                                            |

Игра получила преимущественно положительные отзывы. На сайте-агрегаторе Metacritic средняя оценка игры составляет 89 из 100 на основе 54 обзоров для платформы PlayStation 3, 89 из 100 на основе 66 обзоров для платформы Xbox 360 и 85 из 100 на основе 42 обзоров версии Prepare To Die Edition для платформы PC
Критик Илья Янович с сайта «Игромании» оценил версии для PlayStation 3 и Xbox 360 на 7 баллов из 10, а Сергей Непрозванов поставил оценку 9 из 10 изданию Prepare To Die Edition для PC, оценив игровой процесс, звуковое сопровождение и сеттинг, но раскритиковав управление, интерфейс и плохое портирование.
Летом 2018 года, благодаря уязвимости в защите Steam Web API, стало известно, что точное количество пользователей сервиса Steam, которые играли в Dark Souls: Prepare To Die Edition хотя бы один раз, составляет 3 289 250 человек, а в Dark Souls: Remastered — 348 944 человека.
В 2020 году журнал «Мир Фантастики» в спецвыпуске «Фантастические 2010-е» назвал Dark Souls игрой десятилетия (и её последователей).